# Luci (sèrie de televisió)
Luci és una comèdia de situació emesa per Televisión de Galicia des d'abril de 2014 (amb un episodi pilot en 2013 amb una audiència del 12,4 %). El gener de 2015 es va estrenar una segona temporada de 22 episodis.

## Argument
Ambientada a la Corunya actual, explica la història d'una dona gallega, de quasi quaranta anys, amb una hipoteca, separada, mare d'un nen, treballadora del servei de manteniment de jardins i parcs, que cada nit parla per telèfon amb la seva germana.

## Repartiment
- Nuncy Valcárcel - Luci, protagonista.
- Eva Fernández - Sole, germana petita de Luci.
- Darío Loureiro - Hadrián, fill de Luci.
- Santi Prego - Berto, exmarit de Luci.
- Déborah Vukusic - Mon, xicota de l'exmarit.

## Temporades

### Primera tempada (13 episodis)
| #  | Títol                     | Data d'emissió       |
| -- | ------------------------- | -------------------- |
| 01 | «De relax con mamá»       | 27 d'abril de 2014   |
| 02 | «Vandalismo»              | 4 de maig de 2014    |
| 03 | «Algo no motor»           | 11 de maig de 2014   |
| 04 | «Regalos dobres»          | 15 de maig de 2014   |
| 05 | «Pequeno drama no portal» | 25 de maig de 2014   |
| 06 | «O novo xefe»             | 1 de juny de 2014    |
| 07 | «O profe tenme manía»     | 8 de juny de 2014    |
| 08 | «Luci ligando»            | 15 de juny de 2014   |
| 09 | «Segundas oportunidades»  | 22 de juny de 2014   |
| 10 | «Luci no ximnasio»        | 29 de juny de 2014   |
| 11 | «Unha verdade incómoda»   | 06 de juliol de 2014 |
| 12 | «Que lle pasa a Hadrián?» | 13 de juliol de 2014 |
| 13 | «Anxos con coliflor»      | 20 de juliol de 2014 |

### Segona temporada
| #  | Títol             | Data d'emissió       |
| -- | ----------------- | -------------------- |
| 14 | «En horas baixas» | 20 de gener de 2015  |
| 15 | «Moha»            | 27 de gener de 2015  |
| 16 | «Hipoteca»        | 3 de febrer de 2015  |
| 17 | «San Xoán»        | 10 de febrer de 2015 |

## Guardons
Premis Mestre Mateo
| Any  | Categoria                        | Receptor                                | Resultat |
| ---- | -------------------------------- | --------------------------------------- | -------- |
| 2013 | Millor director                  | Jorge Coira                             | Nominat  |
| 2013 | Millor actriu                    | Nuncy Valcárcel                         | Nominada |
| 2013 | Millor guió                      | Pepe Coira, Araceli Gonda i Jorge Coira | Nominats |
| 2013 | Millor sèrie de televisió        | Portocabo i TVG                         | Nominat  |
| 2013 | Millor so                        | Juan Gay                                | Nominat  |
| 2013 | Millor maquillatge i perruqueria | Natalia Arcay                           | Nominada |
| 2013 | Millor disseny de vestuari       | Saturna                                 | Nominada |